# Fanndís Friðriksdóttir
Fanndís Friðriksdóttir (født 9. maj 1990) er en islandsk fodboldspiller, der spiller som midtbanespiller for Breiðablik og for Islands landshold.

## International karriere
Fanndís fik sin debut for Island i et 2–0 nederlag mod Danmark under Algarve Cup 2009.
Under EM i fodbold 2009 blev Fanndís skiftet ind to gange, hvor Island blev slået ud i første runde. Fire år senere blev hun af landstræner Siggi Eyjólfsson udtaget til Islands trup til EM i fodbold 2013.

## Privatliv
Fanndís' far, Friðrik Friðriksson, er forhenværende fodboldlandsholdsspiller som målmand for Island, og hendes mor er forhenværende alpinskiløber ved vinter-OL 1984, Nanna Leifsdóttir.

## Hæder
- Mest lovende spiller i Breiðablik i 2008